# 二氧化锔
二氧化锔是锔的一种氧化物，化学式 CmO2。由于所有锔的同位素都是人造的，所以它不存在于自然界。在核反应堆中，它可以由中子照射二氧化铀 (UO2) 或二氧化钚 (PuO2)而成。

## 制备
二氧化锔可以由锔在氧气燃烧而成。
{\displaystyle {\ce {Cm + O2 ->[\Delta T] CmO2}}}
它也可以由草酸锔 (Cm2(C2O4)3) 或硝酸锔 (Cm(NO3)3) 热分解而成。
它也可以由三氧化二锔 (Cm2O3) 在 650 °C的氧气气氛下反应而成。
{\displaystyle {\ce {2 Cm2O3 + O2 ->[\Delta T] 4 CmO2}}}

## 性质

### 物理性质
二氧化锔是一种黑色固体，为萤石结构，空间群 Fm3m (No. 225)，晶格参数 536 pm。

### 化学性质
二氧化锔在380 °C 分解成 CmO1,95，然后在430 °C进一步分解成三氧化二锔。不过在氧气气氛下，二氧化锔在更高的温度也是稳定的（见#制备）。

## 扩展阅读
- Gregg J. Lumetta, Major C. Thompson, Robert A. Penneman, P. Gary Eller: Curium （页面存档备份，存于）, in: Lester R. Morss, Norman M. Edelstein, Jean Fuger (Hrsg.): The Chemistry of the Actinide and Transactinide Elements, Springer, Dordrecht 2006; ISBN 1-4020-3555-1, S. 1397–1443 (doi:10.1007/1-4020-3598-5_9).